# ショーン・シャーク

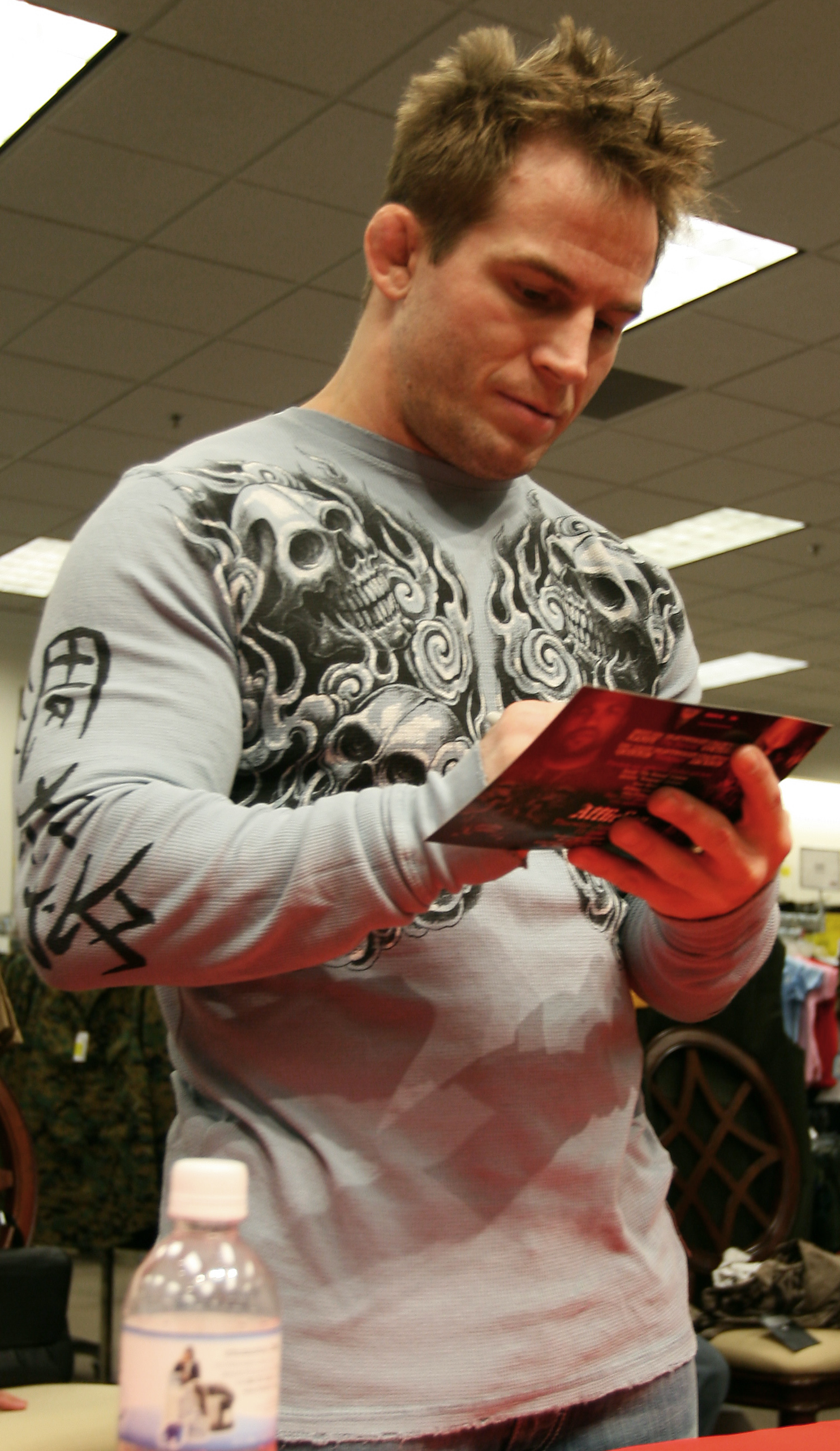
サインするシャーク

ショーン・シャーク（Sean Sherk、1973年8月5日 - ）は、アメリカ合衆国ミネソタ州セントフランシス出身の元男性総合格闘家。ミネソタ・マーシャルアーツ・センター所属。元UFC世界ライト級王者。
筋骨隆々の肉体と姓のシャークをかけて「ザ・マッスル・シャーク (The Muscle Sherk)」の異名を持つ。20年以上のレスリング歴を活かしたテイクダウンとグラウンド&パウンドを武器に、UFC世界ライト級王座を獲得し、現役時代にはMMAライト級における最強候補の一人と目されていた。

## 来歴
1973年8月5日、ミネソタ州セントフランシスで生まれ、7歳からレスリングとウエイトトレーニングを始める。レスリングを11年間続け、その間に400試合以上をこなした。1994年にグレッグ・ネルソンが主宰するミネソタ・マーシャルアーツ・アカデミーへ見学に行き、そこからボクシング、ムエタイ、シュートレスリングのトレーニングを開始した。

### 総合格闘技
1999年、総合格闘技デビュー。カロ・パリジャン、マニー・ガンブリャン等に勝利し、MMAデビュー後15連勝を果たした。
2001年7月29日、パンクラスで國奥麒樹真と対戦し、0-0の判定ドロー。キャリア16戦目にして連勝がストップした。
2002年3月22日、UFC 36で中尾受太郎と対戦し、3-0の判定勝ち。
2003年4月25日、UFC 42のUFC世界ウェルター級タイトルマッチで王者のマット・ヒューズに挑戦し、0-3の5R判定負け。キャリア21戦目で初黒星を喫し、王座獲得に失敗した。
その後、2004年2月15日のPRIDE 武士道 -其の弐-での上山龍紀戦を含み12連勝を果たし、MMA戦績を31勝1敗1分とした。
2005年11月19日、UFC 56で後のUFC世界二階級制覇王者ジョルジュ・サンピエールと対戦し、パウンドで2RTKO負け。連勝は12でストップし、キャリア2敗目を喫した。
2006年4月15日、UFC 59でニック・ディアスと対戦し、3-0の判定勝ち。

#### UFC世界王座獲得
2006年10月14日、ライト級転向初戦となったUFC 64で、2002年3月のジェンス・パルヴァーの返上以来4年半以上空位となっていたUFC世界ライト級王座決定戦でケニー・フロリアンと対戦し、数度テイクダウンを奪い、壮絶な打撃戦を繰り広げて3-0の5R判定勝ち。王座獲得に成功し、ファイト・オブ・ザ・ナイトを受賞した。

#### 世界王座陥落
2007年7月7日、UFC 73のUFC世界ライト級タイトルマッチでエルメス・フランカと対戦し、3-0の5R判定勝ち。王座防衛に成功したが、試合後の薬物検査で両選手ともにステロイドの陽性反応が検出され、カリフォルニア州アスレチック・コミッションから2,500ドルの罰金と1年間の出場停止処分が課された。処分の撤回を求めて控訴していたが、12月4日に行われた公聴会で、出場停止処分は6か月に短縮されたものの処分の撤回とはならなかった。それに伴い、UFC世界ライト級王座を剥奪された。
2008年5月24日、UFC 84で自身の出場停止処分中に王者となったBJ・ペンとUFC世界ライト級タイトルマッチで対戦。3R終了時、ダメージにより試合続行不可能となりTKO負け。王座獲得に失敗した。
2008年10月25日、UFC 90でタイソン・グリフィンと対戦し、スタンドでの打撃戦で優位に立ち3-0の判定勝ち。ファイト・オブ・ザ・ナイトを受賞した。
2009年5月23日、UFC 98で後のUFC世界ライト級王者フランク・エドガーと対戦し、0-3の判定負け。
2010年9月25日、UFC 119でエヴァン・ダナムと対戦し、肉薄の展開を繰り広げ2-1の判定勝ち。ファイト・オブ・ザ・ナイトを受賞した。

### 現役引退
過去に負った度重なる怪我の古傷で負傷が重なり、リハビリを続けながら2011年秋頃の復帰を目指していたが、結局実現することはなかった。
2012年10月、リハビリを終え、2013年初頭に復帰する計画があることを明かした。
2013年9月2日、総合格闘技からの引退を発表した。
2016年2月20日、UFCからのオファーを断り、Bellatorでホイス・グレイシーと戦うために復帰することを表明したが、これも実現せずに終わっている。

## 人物・エピソード
- 既婚者であり、2人の息子がいる。
- 引退後は、ミネソタ・マーシャルアーツ・アカデミーでコーチとして働いている。

## 戦績
| 総合格闘技 戦績 | 総合格闘技 戦績 | 総合格闘技 戦績 | 総合格闘技 戦績 | 総合格闘技 戦績 | 総合格闘技 戦績 | 総合格闘技 戦績 |
| --------------- | --------------- | --------------- | --------------- | --------------- | --------------- | --------------- |
| 41 試合         | (T)KO           | 一本            | 判定            | その他          | 引き分け        | 無効試合        |
| 36 勝           | 8               | 13              | 15              | 0               | 1               | 0               |
| 4 敗            | 2               | 0               | 2               | 0               | 1               | 0               |

| 勝敗 | 対戦相手                       | 試合結果                        | 大会名                                                      | 開催年月日     |
| ○    | エヴァン・ダナム               | 5分3R終了 判定2-1               | UFC 119: Mir vs. Cro Cop                                    | 2010年9月25日  |
| ×    | フランク・エドガー             | 5分3R終了 判定0-3               | UFC 98: Evans vs. Machida                                   | 2009年5月23日  |
| ○    | タイソン・グリフィン           | 5分3R終了 判定3-0               | UFC 90: Silva vs. Cote                                      | 2008年10月25日 |
| ×    | BJ・ペン                       | 3R終了時 TKO（パウンド）        | UFC 84: Ill Will 【UFC世界ライト級タイトルマッチ】          | 2008年5月24日  |
| ○    | エルメス・フランカ             | 5分5R終了 判定3-0               | UFC 73: Stacked 【UFC世界ライト級タイトルマッチ】           | 2007年7月7日   |
| ○    | ケニー・フロリアン             | 5分5R終了 判定3-0               | UFC 64: Unstoppable 【UFC世界ライト級王座決定戦】           | 2006年10月14日 |
| ○    | ニック・ディアス               | 5分3R終了 判定3-0               | UFC 59: Reality Check                                       | 2006年4月15日  |
| ×    | ジョルジュ・サンピエール       | 2R 2:53 TKO（パウンド）         | UFC 56: Full Force                                          | 2005年11月19日 |
| ○    | ジョエル・ブラントン           | 1R チョークスリーパー           | BP: Pride and Glory                                         | 2005年9月17日  |
| ○    | リー・キング                   | 1R 2:20 肩固め                  | Extreme Challenge 60                                        | 2004年11月12日 |
| ○    | ブロディ・ファーバー           | 1R 0:55 フロントチョーク        | SportFight 6: Battleground in Reno                          | 2004年9月23日  |
| ○    | ダリン・ブルディガン           | 2R 1:46 肩固め                  | Cage Fighting Xtreme 2                                      | 2004年9月4日   |
| ○    | ジェラルド・ストレベント       | 1R 3:52 TKO（パンチ連打）       | Extreme Challenge 58                                        | 2004年6月11日  |
| ○    | エリック・ハインツ             | 1R 0:58 ネッククランク          | PFA: Pride and Fury                                         | 2004年6月3日   |
| ○    | ジェイク・ショート             | 1R チョークスリーパー           | ICC: Trials 2                                               | 2004年4月30日  |
| ○    | カレオ・パディラ               | 2R 1:17 ネッククランク          | You Think You're Tough                                      | 2004年4月17日  |
| ○    | 上山龍紀                       | 2R（10分/5分）終了 判定3-0      | PRIDE 武士道 -其の弐-                                       | 2004年2月15日  |
| ○    | チャールズ・ディアス           | 2R 0:58 V1アームロック          | EP: XXXtreme Impact                                         | 2003年12月28日 |
| ○    | マーク・ロング                 | 1R ギブアップ（パンチ連打）     | Extreme Combat                                              | 2003年12月12日 |
| ○    | ジョン・アレクサンダー         | 1R TKO（パンチ連打）            | Extreme Combat: Best of the Best 2 Night Event              | 2003年8月2日   |
| ×    | マット・ヒューズ               | 5分5R終了 判定0-3               | UFC 42: Sudden Impact 【UFC世界ウェルター級タイトルマッチ】 | 2003年4月25日  |
| ○    | ジョン・アレクサンダー         | 1R チョークスリーパー           | Extreme Combat 2                                            | 2002年12月7日  |
| ○    | ベンジー・ラダック             | 1R 4:16 TKO（ドクターストップ） | UFC 39: The Warriors Return                                 | 2002年9月27日  |
| ○    | 中尾受太郎                     | 5分3R終了 判定3-0               | UFC 36: Worlds Collide                                      | 2002年3月22日  |
| ○    | クラウジオノール・フォンチネリ | 2R 1:04 チョークスリーパー      | UCC 6: Redemption                                           | 2001年10月19日 |
| △    | 國奥麒樹真                     | 5分3R終了 判定0-0               | PANCRASE 2001 PROOF TOUR                                    | 2001年7月29日  |
| ○    | カーティス・ブリガム           | 3R 1:15 TKO（タオル投入）       | Ultimate Wrestling: St.Paul                                 | 2001年7月15日  |
| ○    | ジェイソン・パーセル           | 1R 1:42 TKO（パンチ連打）       | Ultimate Wrestling: Ultimate Fight Minnesota                | 2001年6月2日   |
| ○    | マーティン・アーメンダレス     | 3R 2:07 TKO（パンチ連打）       | KOTC 8: Bombs Away                                          | 2001年4月29日  |
| ○    | マニー・ガンブリャン           | 18分1R終了 判定3-0              | Reality Submission Fighting 3                               | 2001年3月30日  |
| ○    | ティキ・ゴーセン               | 2R 4:47 ギブアップ（肩の脱臼）  | UFC 30: Battle on the Boardwalk                             | 2001年2月23日  |
| ○    | カロ・パリジャン               | 1R 16:20 TKO（タオル投入）      | Reality Submission Fighting 2                               | 2001年1月5日   |
| ○    | ケン・パーラム                 | 10分2R終了 判定3-0              | Submission Fighting Championships 12                        | 2000年11月3日  |
| ○    | カロ・パリジャン               | 18分1R終了 判定3-0              | Reality Submission Fighting 1                               | 2000年10月10日 |
| ○    | スティーブ・ガム               | 10分1R終了 判定3-0              | Extreme Challenge 28                                        | 1999年10月9日  |
| ○    | スコット・ビルズ               | 10分1R終了 判定3-0              | Extreme Challenge 28                                        | 1999年10月9日  |
| ○    | カーティス・ジェンセン         | 1R TKO（パンチ連打）            | Extreme Challenge: Trials                                   | 1999年10月4日  |
| ○    | ジョニー・ホーランド           | 2R 2:10 V1アームロック          | Ultimate Wrestling                                          | 1999年8月13日  |
| ○    | ジョー・ポーン                 | 15分1R終了 判定3-0              | Midwest MMA Championship 1                                  | 1999年7月11日  |
| ○    | ディーン・クーグラー           | 10分1R終了 判定3-0              | Midwest MMA Championship 1                                  | 1999年7月11日  |
| ○    | ロスコー・オースティン         | 15分1R終了 判定3-0              | Dangerzone: Mahnomen                                        | 1999年6月19日  |

## 獲得タイトル
- 第2代UFC世界ライト級王座（2006年）

## 表彰
- UFC ファイト・オブ・ザ・ナイト（3回）